# Luka Dončić
Luka Dončić (angol kiejtés: /ˈdɒntʃɪtʃ/ DON-chich; szlovén kiejtés: [ˈlùːka ˈdòːntʃitʃ];, Ljubljana, 1999. február 28. –) Európa-bajnok szlovén válogatott kosárlabdázó, aki jelenleg a Los Angeles Lakers játékosa a National Basketball Associationben (NBA).
Ljubljanában született, a Union Olimpija csapatában kezdte karrierjét, mielőtt a Real Madrid akadémiájára igazolt volna. 2015-ben, 16 évesen debütált a felnőtt csapatban, a legfiatalabb játékosként a klub történetében. Két évvel később csapatával megnyerte az Euroligát, illetve elnyerte az MVP és a Final Four MVP díjakat is. Ezek mellett a legértékesebb játékos volt a spanyol bajnokságban is. Beválasztották az Euroliga évtized csapatába.
A 2018-as drafton az Atlanta Hawks választotta a harmadik helyen, de még aznap a Dallas Mavericks csapatába küldték Trae Youngért cserébe. A 2018–2019-es szezonban az Év újonca lett és beválasztották az Első újonc csapatba. A következő öt szezonjában mindig beválasztották az All Star-gálára és az All-NBA első csapatba. Ő szerezte a legtöbb tripla duplát a Mavericks történetében. 2025-ben a Mavericks úgy döntött, hogy továbbá nem köré építik keretüket, így a Lakers csapatába küldték a játékost Anthony Davisért cserébe.
17 évesen szerepelt először a szlovén válogatottban, 2016-ban. Csapatával Európa-bajnok lett 2017-ben.

## Fiatalkora
Dončić Szlovénia fővárosában, Ljubljanában született, Mirjam Poterbin és Saša Dončić, kosárlabdázó és edző gyermekeként. Anyja szlovén, apja pedig szerb–koszovói származású szlovén. Szülei 2008-ban váltak el, amit követően anyjával élt.
Családja szerint Dončić hét hónaposan ért először kosárlabdához és egy éves korára már gyakran játszott a házuk nappaliában található miniatűr kosárpalánkkal. Gyerekkorában több különböző sportot is kipróbált, amit aztán abbahagyott, miután túl magas lett. Hét éves korában kezdett el egy csapatban kosárlabdázni, ljubljanai általános iskolájában. Ellenfelei akkor akár tíz évesek is voltak, amiről a következőt mondta: „Mindig nálam idősebb gyerekekkel edzettem és játszottam, akik nálam sokkal tapasztaltabbak voltak. Sokan nálam magasabbak és gyorsabbak is voltak, szóval az agyammal kellett legyőznöm őket.” Tizenéves korától Baszilész Szpanulész volt példaképe, azt mondta róla, hogy „elvarázsolta” játéka. A Real Madridnál töltött éveiben miatta hordta a 7-es mezszámot. Dončić ezek mellett még LeBron James rajongója volt.

## Utánpótlás pályafutása

### Union Olimpija és kölcsön a Real Madridban
Mikor Dončić nyolc éves volt, apja elkezdett a Union Olimpija csapatában játszani, szülővárosában. Az Olimpija Kosárlabda Iskola edzője, Grega Brezovec meghívta Lukát, hogy vele egyidős gyerekekkel eddzen, de az első edzéséből mindössze 16 perc telt el, mikor az edzők a 11 évesek csoportjába küldték, mert túl jó volt. A következő alkalommal kezdve főként az U14-es csapattal edzett, de a liga szabályai szerint csak az U12-es csapatban léphetett pályára. Főként csereként szerepelt, nála 3–4 évvel idősebb játékosok ellen. Annak ellenére, hogy mérkőzéseiken nem játszhatott, Dončić külön kérte, hogy részt vehessen az U14-es csapat edzésein, akkor is, ha edzői inkább haza küldték volna.
2011 szeptemberében az Olimpiját képviselte a budapesti Intesa Sanpaolo-kupán, ahol a torna legértékesebb játékosának (MVP) választották, annak ellenére, hogy csapata lemaradt az első helyről, az FC Barcelona mögött. 2012 februárjában kölcsönadták a spanyol Real Madrid csapatának az U14-es Minicopa Endesa tornára, ahol 13,0 pontot, 4,0 lepattanót, 2,8 gólpasszt és 3,3 labdaszerzést átlagolt mérkőzésenként, ismét megszerezve az MVP-trófeát. 2012 áprilisában beválasztották a Lido di Roma tornára utazó Olimpija-csapatba, ahol ismét MVP lett, 34,5 pontot átlagolva. Az esemény elődöntőjében a Victoria Fermo ellen 29 pontja és 15 lepattanója volt. A Lazio elleni döntőben 54 pontot, 11 lepattanót és 10 gólpasszt szerzett.

### Real Madrid

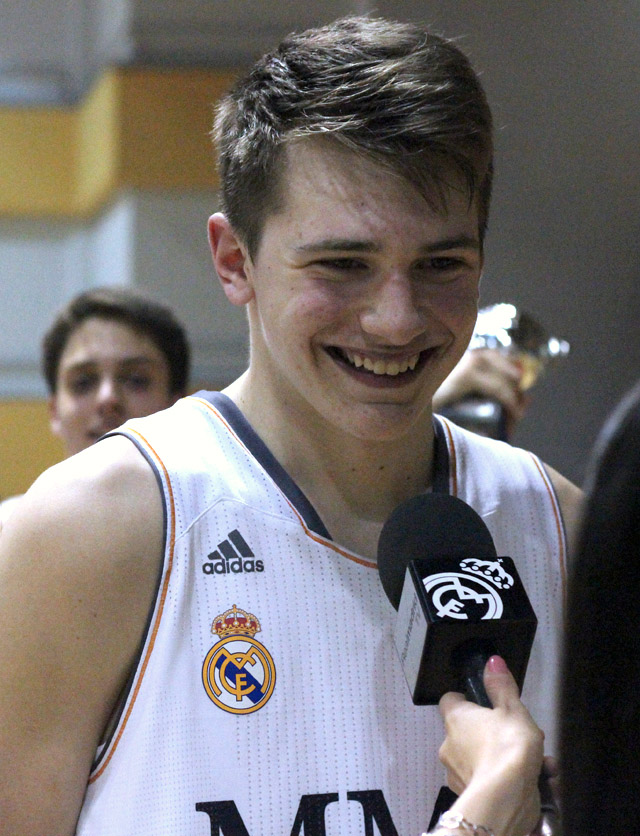
2014-ben, a Real Madrid játékosaként, egy utánpótlás-mérkőzés után

2012 szeptemberében Dončić 13 évesen egy öt éves szerződést írt alá a Real Madrid csapatával, ahol rögtön az U16-os keretbe nevezték, Paco Redondo irányítása alatt. Madridba költözött, fiatal labdarúgókkal és kosárlabdázókkal élt együtt. 2013 februárjában vezetésével a csapat megnyerte a Minicopa Endesa tornát, a szlovén 24,5 pontot, 13 lepattanót, 4 gólpasszt és 6 labdaszerzést átlagolt. A döntőben 25 pontja, 16 lepattanója és 5 labdaszerzése volt, amivel a Madrid legyőzte az FC Barcelonát és Dončić elnyerte az MVP-díjat. Márciusban az U16-os spanyol bajnokság legértékesebb játékosa lett, miután 25 pontot szerzett a döntőben a Gran Canaria ellen.
A 2014–2015-ös szezonban főleg az U18-as csapatban szerepelt. Az utánpótlás csapatban 13,5 pontot, 5,9 lepattanót és 3,1 gólpasszt átlagolt, amivel megnyerték a Liga EBA B csoportját, ami a spanyol negyedosztálynak felel meg. A szezon végére beválasztották a liga legjobb csapatába. 2015 januárjában megnyerte a Ciutat de L’Hospitalet tornát és beválasztották a kiírás csapatába, annak ellenére, hogy két évvel fiatalabb volt ellenfeleinél. Január 6-án, a Union Olimpija ellen dupla duplát szerzett, 13 ponttal, 13 lepattanóval, 4 gólpasszal és 4 labdaszerzéssel. 2015 májusában a Real Madrid megnyerte a Next Generation tornát, ahol MVP-nek választották, a Crvena zvezda legyőzése után.

## Pályafutása klubcsapatokban

### Real Madrid (2015–2018)

#### Első szezonjai
2015. április 30-án Dončić bemutatkozott a Real Madrid színeiben, a Liga ACB-ben, a Unicaja ellen. Két percet játszott, ami alatt egy hárompontos próbálkozása volt. 16 évesen, két hónaposan és két naposan ő lett a legfiatalabb játékos a Real Madrid színeiben, aki játszott a bajnokságban és a harmadik legfiatalabb a liga történetében, Ricky Rubio és Ángel Rebolo után. Ötször játszott a 2014–2015-ös szezonban, 1,6 pontot, 1,2 lepattanót átlagolva, 4,8 perc játékidő alatt.
2015–2016-ban Dončić a Real Madrid felnőtt csapatának egyik fontos játékosa lett. 2015. október 8-án szerepelt a Boston Celtics ellen egy barátságos mérkőzésen, 4 lepattanót, 1 gólpasszt és 1 blokkot szerezve. Nyolc nappal később, 16 évesen bemutatkozott az Euroligában, 2 pontot szerezve a Khimki ellen. A huszonegyedik játékos lett a liga történetében, aki 17 éves kora előtt mutatkozott be. Október 18-án 10 pontja és 4 lepattanója volt a Gipuzkoa elleni 94–61 arányú győzelem során. November 29-én Dončić szezoncsúcs 15 pontot, 6 lepattanót és 4 gólpasszt szerzett a Bilbao ellen. Ezzel a teljesítményével megdöntötte a rekordot a vele egyidősek kategóriájában a legmagasabb teljesítmény indexért (PIR) és a legtöbb pontért egy mérkőzésen. A CSZKA Moszkva ellen 2016. január 7-én 12 pontja és 5 lepattanója volt. A második negyedben sorozatban három hárompontost dobott be, 9 pontot szerezve két perc alatt. A 2015–2016-os ACB-szezonban 39 mérkőzésen 4,5 pontot, 2,6 lepattanót és 1,7 gólpasszt átlagolt. Az Euroligában pedig mérkőzésenként 3,5 pontja, 2,3 lepattanója és 2 gólpassza volt.

#### Felemelkedése

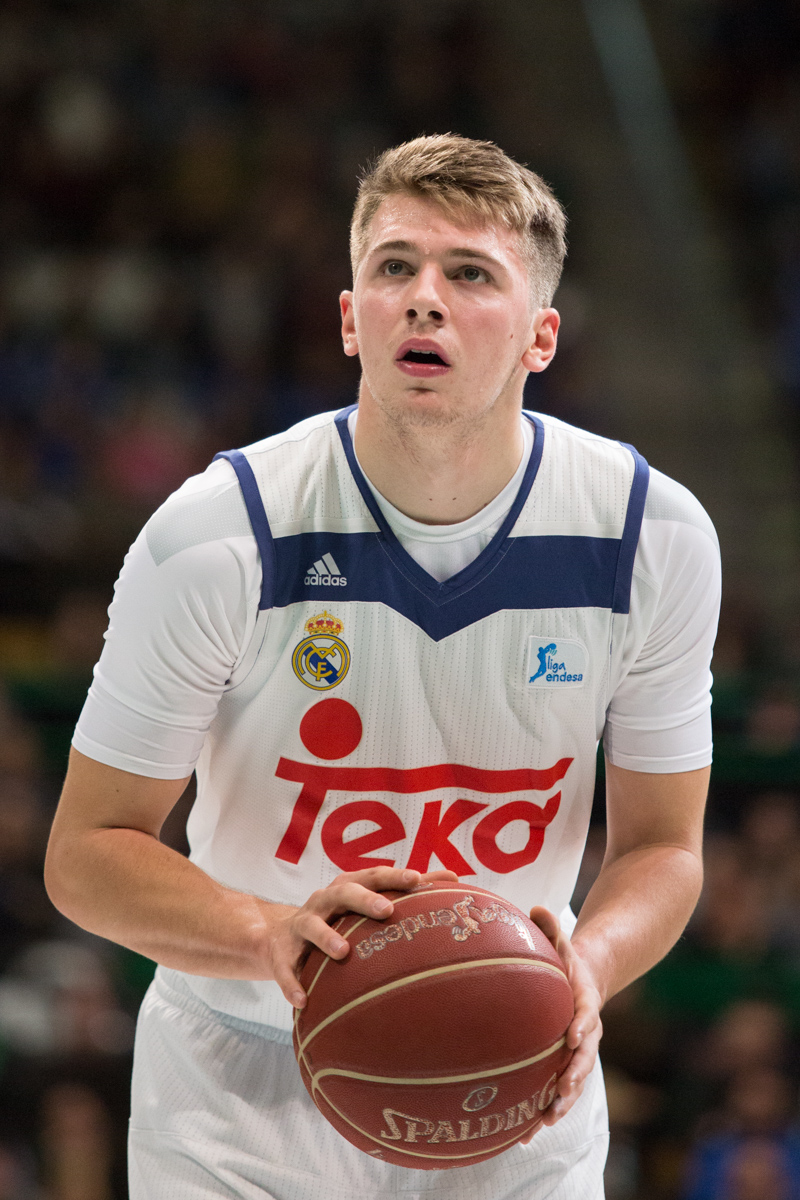
2017-ben a Real Madrid játékosaként

A 2016–2017-es szezonban első mérkőzését az Unicaja ellen játszotta, szeptember 30-án, 6 pontot és 4 gólpasszt szerezve 19 perc játékidő alatt. Az Oklahoma City Thunder elleni barátságos mérkőzésen októberben 3 pontja, 5 lepattanója és 4 gólpassza volt, Russell Westbrook ellen védekezett a találkozó nagy részében. December 4-én 23 pontot, 11 gólpasszt szerzett (mindkettő szezoncsúcs) a Montakit Fuenlabrada elleni 92–76 arányú győzelem során. Ennek köszönhetően megválasztották a hét játékosának. Csapata legjobb pontszerzője volt a Žalgiris Kaunas elleni Euroliga mérkőzésen, 17 pontot szerzett. Miután 16 pontja, 6 lepattanója, 5 gólpassza és 3 labdaszerzése volt a Brose Bamberg ellen december 22-én, megválasztották az Euroliga azon fordulója legértékesebb játékosának, a legfiatalabb játékos, aki elnyerte a díjat. 2017. január 14-én ismét elnyerte az elismerést, a Maccabi Tel Aviv elleni 10 pontos, 11 lepattanós és 8 gólpasszos teljesítményét követően. A UNICS Kazan legyőzéséhez 5 ponttal, 7 lepattanóval ls 11 gólpasszal járult hozzá, amit a spanyol királyi kupában szerzett szezoncsúcs 23 ponttal követett a Baskonia ellen. A Darüşşafaka elleni Euroliga-rájátszás-mérkőzés után két másik játékossal megosztva, de ismét a forduló legértékesebb játékosa lett. Két nappal később már egyedül nyerte el a díjat, miután 11 pontjával, 5 lepattanójával és 7 gólpasszával a legjobb négy közé vezette csapatát. Az ACB-ben lejátszott 42 mérkőzésén 7,5 pontot, 4,4 lepattanót és 3 gólpasszt átlagolt, míg az Euroligában 35 mérkőzésen 7,8 pontot, 4,5 lepattanót és 4,2 gólpasszt. Az Euroliga és a spanyol bajnokság legjobb fiatal játékosának választották.

#### MVP-szezon
Dončić a 2017–2018-as szezontól kezdve egyre nagyobb szerepet játszott a csapatban, miután a csapat legjobb játékosa, Sergio Llull sérülést szenvedett 2017-ben és ki kellett hagynia az évadot. 2017. október 1-én, szezonja első mérkőzésén 8 pontja, 6 lepattanója és 4 gólpassza volt, a MoraBanc Andorra ellen. Október 12-én karriercsúcs 27 pontot szerzett szezonja első Euroliga mérkőzésén, az Anadolu Efes elleni mérkőzésen. A Valencia elleni bajnokiján majdnem tripla duplája volt, 16 pontot, 10 gólpasszt és 7 lepattanót ért el. Október 24-én megválasztották a forduló legértékesebb játékosának az Euroligában, miután 27 pontja, 8 lepattanója, 5 gólpassza és 3 labdaszerzése volt. Két nappal később ismét elnyerte a díjat, újabb karriercsúcsot beállítva, 28 ponttal, a Žalgiris Kaunas elleni 87–66 arányú győzelem során, 9 lepattanó és 4 gólpassz mellett. Október végén megválasztották a hónap játékosának az Euroligában. Ezzel ismét a legfiatalabb játékos lett, aki megnyerte a díjat. December 8-án karriercsúcs 33 pontot szerzett, 6 lepattanóval és 4 gólpasszal az Olimbiakósz ellen. Dončić vezetésével a Real Madrid legyőzte a címvédő Fenerbahçe Doğuşt december 28-án, 20 pontot, 10 gólpasszt és 8 lepattanót szerzett. A Movistar Estudiantes elleni 24 pontos mérkőzését követően megválasztották a forduló játékosának az ACB-ben. Később megválasztották a hónap játékosának is decemberre. Ezzel ismét a legfiatalabb játékosként nyert el egy díjat.

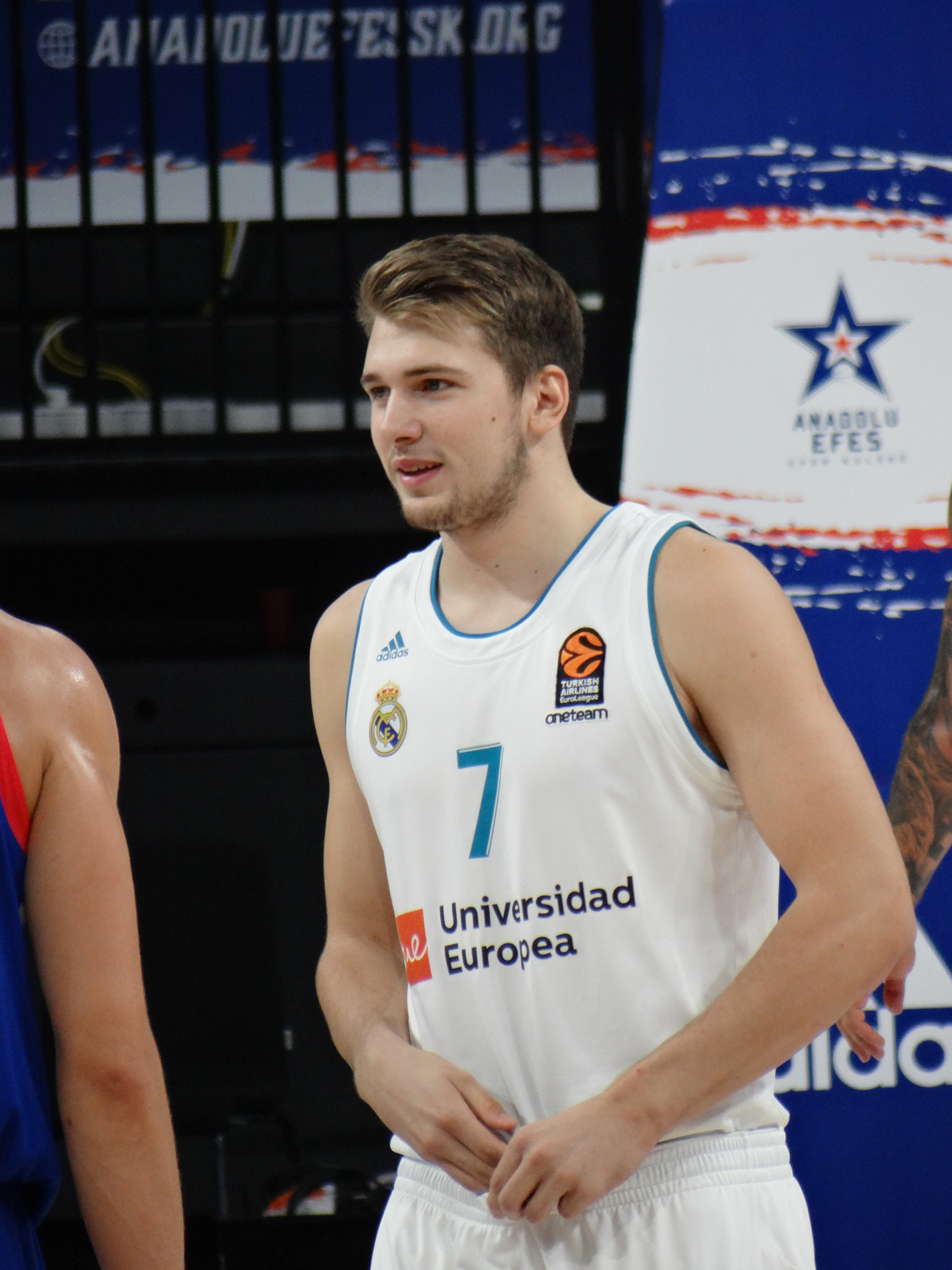
2017-ben az Anadolu Efes ellen

2018. február 9-én 27 pontja volt az Olimbiakósz elleni 80–79 arányú vereség során. Február 17-én ismét kiemelkedően játszott, az Iberostar Tenerife elleni királykupa-mérkőzésen 17 pontja, 7 lepattanója, 5 gólpassza és 4 labdaszerzése volt. 2018. március 30-án Dončić 24 pont mellett 9 lepattanót szerzett, illetve a győztesnek minősülő hárompontost, kevesebb, mint egy másodperccel a mérkőzés vége előtt. Május 9-én 17 pontja, 10 lepattanója és 10 gólpassza volt 22 perc alatt a Real Betis Energía Plus ellen, ami az első tripla dupla volt a bajnokságban a 2006–2007-es szezon óta és mindössze a hetedik a liga történetében. Dončić május 18-i mérkőzését a CSZKA Moszkva elleni elődöntőben 16 ponttal, 7 lepattanóval és 2 ponttal zárta. Május 20-án vezetésével a Real Madrid az Euroliga döntőjébe jutott a Fenerbahçe Doğuş legyőzésével. 15 pontja elég volt, hogy megválasszák az elődöntők legjobb játékosának. Legfiatalabb játékosként megválasztották az Euroliga legértékesebb játékosának, 16 pontot, 4,9 lepattanót és 4,3 gólpasszt átlagolva, 33 mérkőzésen. A liga legjobb PIR-jével rendelkezett. Ismét a liga legjobb fiatal játékosának választották. Ezek mellett Spanyolországban is a szezon legértékesebb és legjobb fiatal játékosa lett. 2018. június 29-én szerződést bontott a Real Madriddal, hogy csatlakozzon a Dallas Mavericks csapatához az NBA-ben.

### Dallas Mavericks (2018–2025)

#### 2018–2019: Az év újonca
2018. június 21-én Dončićot a harmadik helyen választotta az Atlanta Hawks a 2018-as NBA-drafton. Ezt követően a Dallas Mavericks csapatába küldték Trae Young draftjogáért és egy védett első köri választásért cserébe. A draft után Rick Carlisle, a Mavericks vezetőedzője a következőt nyilatkozta róla: „Voltak pillanatok, mikor úgy éreztük lehetséges, hogy Dončić egészen a hatodik helyig zuhanhat, de egy pár nappal ez előtt elég egyértelmű, hogy ez nem fog megtörténni. Egyszerűen túl jó. Megszereztünk egy játékost, aki szerintünk alapköve lehet a franchise-nak.” 2018. július 9-én írta alá szerződését, de nem játszott a nyári ligában, mivel túl későn vásárolták ki madridi szerződéséből. A 2018–2019-es szezon előtt az ESPN az esélyesnek tartotta az év újonca díj megnyerésére.

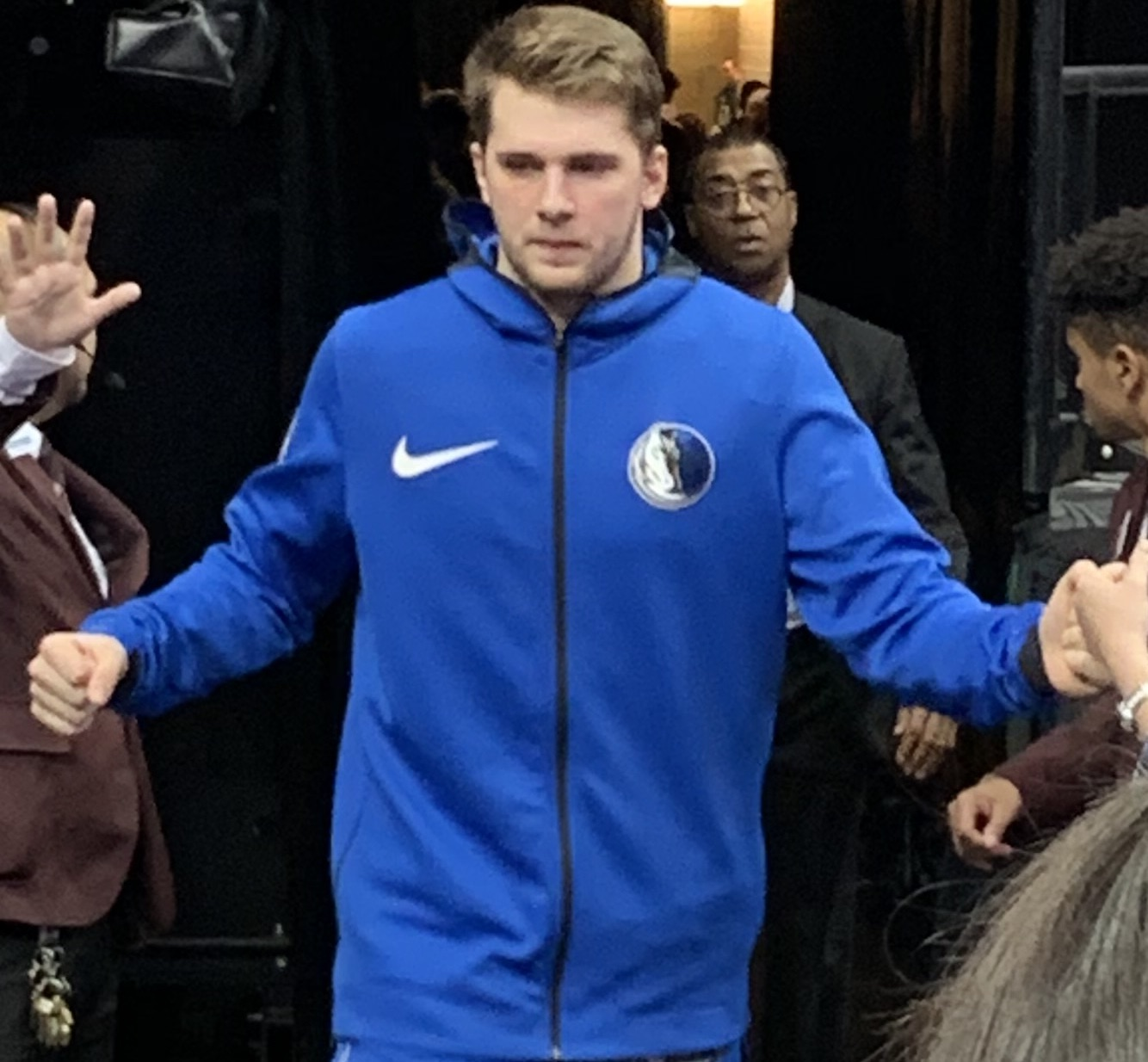
2018 decemberében a Portland Trail Blazers ellen

Dončić 2018. október 17-én mutatkozott be az alapszakaszban, 10 pontot, 8 lepattanót és 4 gólpasszt szerezve a Phoenix Suns elleni 121–100 arányú vereség során. Három nappal később 26 pontja és 6 lepattanója volt a Minnesota Timberwolves ellen. A csapat történetének legfiatalabb játékosa lett, aki legalább 20 pontot tudott szerezni. Október 29-én dobott először 30 pontot, mikor 31 pontja volt a San Antonio Spurs ellen, 8 lepattanó mellett. Első NBA dupla dupláját november 19-én szerezte meg a Memphis Grizzlies ellen, mikor 15 pontja és 10 lepattanója volt. Novemberben megválasztották a hónap újoncának a nyugati főcsoportban. December 8-án Dončić 21 pontot szerzett a Houston Rockets elleni 107–104 arányú győzelem során. Ezen a meccsen nagyon gyengén kezdett, az utolsó néhány percben ő szerezte csapata összes (11) pontját úgy, hogy az ellenfél egyszer se volt sikeres. December 28-án 34 pontot szerzett és a legfiatalabb játékos lett, aki hét hárompontost tudott szerezni egy mérkőzésen. Ismét megválasztották a hónap újoncának a főcsoportban. Január 21-én Dončić megszerezte első tripla dupláját, 18 ponttal, 11 lepattanóval és 10 gólpasszal, a Milwaukee Bucks ellen. Ezzel a teljesítményével a harmadik (akkor még második) legfiatalabb játékos lett az NBA történetében, aki ezt elérte, LaMelo Ball és Markelle Fultz mögött, 19 évesen és 327 naposan. Január 27-én Dončić szezoncsúcs 35 pontot szerzett és megszerezte második tripla dupláját, 12 lepattanóval és 10 gólpasszal a Toronto Raptors ellen. Az első tinédzser lett az NBA történetében, aki 30 pontos tripla duplát és több tripla duplát ért el. Két nappal később beválasztották a 2019-es Rising Stars-mérkőzésre. Annak ellenére, hogy második helyen volt a rajongók szavazataiban, mindössze LeBron James mögött és nyolcadik helyen összesítve, nem választották be az All Star-gálára.
Február 6-án Dončić megszerezte harmadik tripla dupláját a szezonban a Charlotte Hornets ellen, amivel az NBA történetének legfiatalabb játékosa lett, aki háromszor is ilyen teljesítményt tudott bemutatni. 19 pontja mellett 10 lepattanója és 11 gólpassza volt. 117 nappal volt fiatalabb, mint a Los Angeles Lakers legendája, Magic Johnson. Február 25-én már negyedik tripla dupláját érte el, 28 pontot, 10 lepattanót és 10 gólpasszt szerezve a Los Angeles Clippers ellen. Januárban ismét megválasztották a hónap újoncának. A szezonban szerzett nyolc tripla duplája a negyedik legtöbb volt, Russell Westbrook (34), Nikola Jokić (12) és Ben Simmons (10) mögött. Dončić mindössze az ötödik játékos lett az NBA történetében, aki első szezonjában legalább 20 pontot, 5 lepattanót és 5 gólpasszt átlagolt, Oscar Robertson (1960–1961), Michael Jordan (1984–1985), LeBron James (2003–2004) és Tyreke Evans (2009–2010) után. Májusban beválasztották az Első újonc csapatba. Júniusban elnyerte az Év újonca díjat. Mindössze a második európai játékos lett Pau Gasol után, aki megnyerte a díjat és a hatodik külföldi.

#### 2019–2020: első All Star és rájátszás-szereplések
Dončić október 25-én szerezte meg első tripla dupláját a szezonban, 25 ponttal, 10 lepattanóval és 10 gólpasszal, a New Orleans Pelicans elleni 123–116 arányú győzelem során. November 1-én és 3-án, sorozatban két mérkőzésen ismét tripla duplája volt, mindkét meccsen karriercsúcs 15 gólpasszal. November 8-án karriercsúcs 38 pontja volt, megszerezve tizenkettedik tripla dupláját NBA-pályafutásában, 14 lepattanó mellett 10 gólpasszal a New York Knicks ellen. Tíz nappal később a San Antonio Spurs ellen akkor karriercsúcsnak számító 42 pontja volt, hatodik tripla duplájával együtt, 11 lepattanóval és 12 gólpasszal. November 20-án történelmet írt a Golden State Warriors ellen, mikor a legfiatalabb játékos lett az NBA történetében, aki elérte a 35 tripla duplát pályafutásában, megelőzve Oscar Robertsont. A negyedik játékos lett az 1983–1984-es szezon óta óta, aki átlépte a határt, Michael Jordan, James Harden és Russell Westbrook után. Novemberben megválasztották a hét játékosának a nyugati főcsoportban a november 18-i héten. December 3-án megnyerte első hónap játékosa díját, megszerezve az októberre és novemberre együtt kiosztott díjat. A legfiatalabb játékos lett, aki megnyerte a díjat, mióta a liga a 2001–2002-es szezonban főcsoportonként kezdte el kiosztani azt. Decemberben a Sports Illustrated őt választotta a 2019 Breakout of the Year díjra. 2019. december 8-án Dončić megdöntötte a rekordot a sorozatban legtöbb mérkőzésért, amin legalább 20 pontot, 5 lepattanót és 5 gólpasszt szerzett az ABA és az NBA 1976-os egyesülése óta. Előtte Michael Jordan tartotta a rekordot, 18 mérkőzéssel. Tizedik tripla dupláját 2020. január 4-én szerezte, 39 ponttal, 12 lepattanóval és 10 gólpasszal, a Charlotte Hornets ellen.
A 2019–2020-as szezonban Dončićot beválasztották első All Star-gálájára, a nyugati főcsoport kezdőcsapatába. A legfiatalabb európai játékos lett, aki kezdő lett egy All Star-mérkőzésen. Március 4-én szerezte meg 22. tripla dupláját pályafutásában, megelőzve Jason Kiddet a legtöbbért a franchise történetében. 30 pontja, 17 lepattanója és 10 gólpassza volt a New Orleans Pelicans elleni 127–123 arányú győzelme során. Szezonjának 15. tripla dupláját Dončić július 31-én szerezte meg, az NBA felfüggesztése után, 28 ponttal, 13 lepattanóval és 10 gólpasszal, a Houston Rockets ellen. Augusztus 4-én ismét tripla duplát szerzett, 34 pontja, 12 gólpassza ls karriercsúcs 20 lepattanója volt, a Sacramento Kings elleni 114–110 arányú győzelem során. Ezzel ő lett a legfiatalabb játékos, aki legalább 30 pontot, 20 lepattanót és 10 gólpasszt szerzett egy mérkőzésen. Augusztus 8-án Dončić akkor karriercsúcsnak számító 19 gólpasszt szerzett, beállítva LeBron James szezoncsúcsát, amihez 36 pontot, 14 lepattanót és 2 labdavesztést adott a Milwaukee Bucks ellen. Ez volt szezonjának 17. tripla duplája, amivel a legfiatalabb játékos lett az NBA történetében, aki vezette a kategória listáját egy szezonban. Augusztus 15-én beválasztották az NBA-buborékban lejátszott helyezéseket eldöntő mérkőzések első csapatába, miután 30 pontot, 10,1 lepattanót és 9,7 gólpasszt átlagolt. Egyike volt a Legtöbbet fejlődött játékos díj három döntősének, de harmadik lett Brandon Ingram és Bam Adebayo mögött. Augusztus 17-én Dončić bemutatkozott a rájátszásban, 42 pontot (legtöbb egy rájátszás-debütáláson) szerezve a Los Angeles Clippers ellen. Augusztus 23-án a legfiatalabb játékos lett a rájátszás történetében, aki 40 pontos tripla duplát szerzett, 43 pontot dobva a Clippers ellen. Ezzel mindössze a második játékos lett a liga történetében, aki legalább 43 pontot, 17 lepattanót és 13 gólpasszt szerzett egy mérkőzésen, Wilt Chamberlain után. Szeptember 16-án beválasztották az All-NBA Első csapatba. Tim Duncan óta az első játékos lett, aki első vagy második szezonjában megkapta az elismerést. Az MVP-szavazáson negyedik lett, a második legfiatalabb játékos a liga történetében, aki az első öt hely egyikét foglalta el.

#### 2020–2021: első csoportgyőzelem és második All-NBA-elismerés

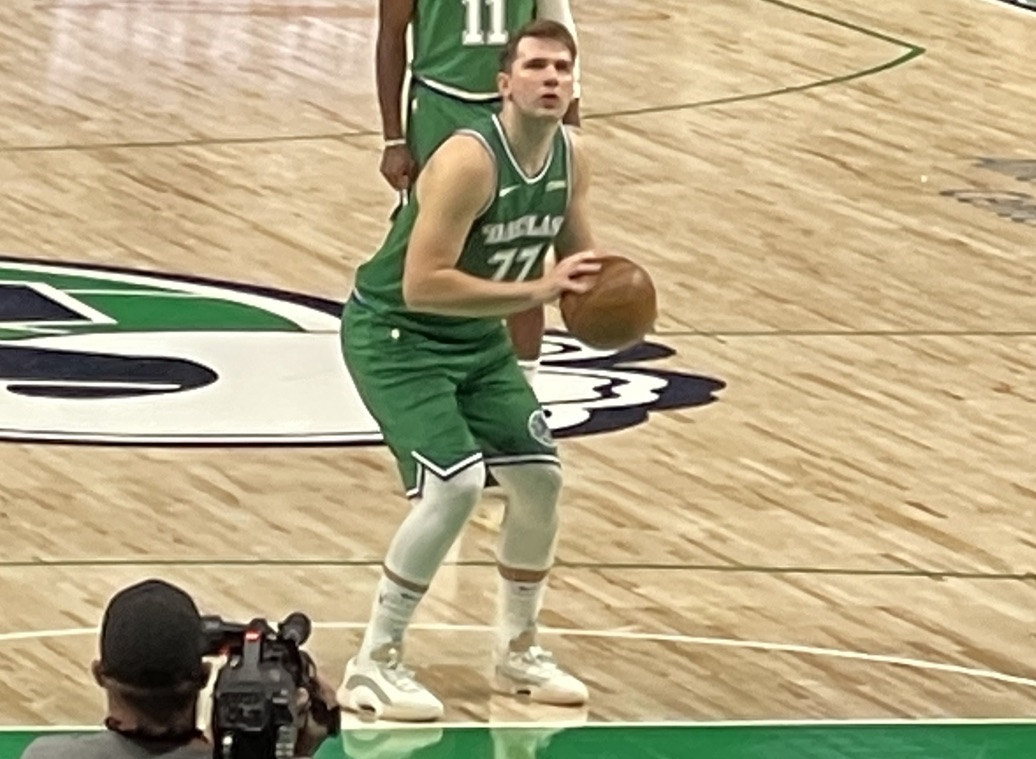
Dončić egy büntetődobás közben, a Mavericks zöld mezében

2021. február 6-án Dončić megismételte karriercsúcs 42 pontját, 11 gólpassz és hét lepattanó mellett, a Golden State Warriors elleni 134–132 arányú győzelem során. Február 12-én megdöntötte azt a karriercsúcsot, 46 ponttal, ami mellé 12 gólpasszt, 8 lepattanót, egy labdaszerzést és egy blokkot is szerzett a New Orleans Pelicans ellen. Május 1-én 31 pontja, 12 lepattanója és karriercsúcs 20 gólpassza volt a Washington Wizards elleni 125–124-es végeredményű mérkőzésen. Ezzel a teljesítményével mindössze a negyedik játékos lett az NBA történetében, aki szerzett egy 30 pontos tripla duplát, legalább 20 gólpasszal, Oscar Robertson, Magic Johnson és Russell Westbrook után. Május 7-én érte el az 5 000 pontos határt NBA-karrierjében, amivel 22 évesen és 68 naposan a negyedik legfiatalabb játékos lett a liga történetében, akinek ez sikerült, LeBron James, Kevin Durant és Carmelo Anthony mögött. A 2021-es rájátszás első mérkőzésén a Los Angeles Clippers ellen, május 22-én, 31 pontja, 10 lepattanója és 11 gólpassza volt. Az első játékos lett az NBA történetében, aki első hét rájátszás-mérkőzésén három tripla duplát tudott szerezni. Ezek mellett megelőzte Kareem Abdul-Jabbart, mint a legfiatalabb játékos a liga történetében, aki tripla duplát szerzett idegenben a rájátszásban. Május 28-án 44 pontja volt a Clippers elleni harmadik mérkőzésen, ami akkor a legtöbb volt pályafutásában a rájátszásában. De ez nem maradt így sokáig, június 6-án, a Clippers elleni hetedik ütközeten 46 pontot szerzett, 14 gólpassz mellett. Annak ellenére, hogy az első két mérkőzés után a Mavericks 2–0-ra vezetett, ismét kiestek a Clippers ellen az első fordulóban. Június 15-én sorozatban másodjára beválasztották az All-NBA első csapatba és az előző szezonhoz hasonlóan Tim Duncan óta az első játékos lett, aki első három szezonjában kétszer is megkapta az elismerést, illetve mindössze a hatodik az NBA és az ABA egyesülése óta, David Thompson, Larry Bird, David Robinson és Anfernee Hardaway után.

### Los Angeles Lakers (2025–napjainkig)
2025. február 2-án a Mavericks bejelentette, hogy a Los Angeles Lakers csapatába küldi Dončićot, Maxi Klebert és Markieff Morrist, Anthony Davisért és Max Christie-ért cserébe.

## Statisztikák
A Basketball Reference adatai alapján.

### Euroliga
| Év        | Csapat      | JM | KM | JP/M | MG%  | 3P%  | BD%  | LP/M | GP/M | L/M | B/M | P/M  | PIR   |
| --------- | ----------- | -- | -- | ---- | ---- | ---- | ---- | ---- | ---- | --- | --- | ---- | ----- |
| 2015–2016 | Real Madrid | 12 | 0  | 11,1 | .407 | .313 | .882 | 2,3  | 2,0  | 0,2 | 0,3 | 3,5  | 6,2   |
| 2016–2017 | Real Madrid | 35 | 15 | 19,9 | .433 | .371 | .844 | 4,5  | 4,2  | 0,9 | 0,2 | 7,8  | 13,3  |
| 2017–2018 | Real Madrid | 33 | 17 | 25,9 | .451 | .329 | .816 | 4,8  | 4,3  | 1,1 | 0,3 | 16,0 | 21,5* |
| Karrier:  | Karrier:    | 80 | 32 | 21,0 | .443 | .344 | .828 | 4,3  | 3,9  | 0,9 | 0,3 | 10,6 | 15,6  |

### Liga ACB
| Év        | Csapat      | JM  | KM | JP/M | MG%  | 3P%  | BD%  | LP/M | GP/M | L/M | B/M | P/M  | PIR  |
| --------- | ----------- | --- | -- | ---- | ---- | ---- | ---- | ---- | ---- | --- | --- | ---- | ---- |
| 2014–2015 | Real Madrid | 5   | 0  | 4,8  | .427 | .333 | .750 | 1,2  | 0,0  | 0,0 | 0,0 | 1,6  | 1,8  |
| 2015–2016 | Real Madrid | 39  | 0  | 12,9 | .526 | .392 | .708 | 2,6  | 1,7  | 0,4 | 0,3 | 4,5  | 5,9  |
| 2016–2017 | Real Madrid | 42  | 11 | 19,8 | .441 | .295 | .785 | 4,4  | 3,0  | 0,6 | 0,3 | 7,5  | 11,9 |
| 2017–2018 | Real Madrid | 37  | 21 | 24,3 | .462 | .293 | .752 | 5,7  | 4,7  | 1,1 | 0,4 | 12,5 | 18,4 |
| Karrier:  | Karrier:    | 123 | 32 | 18,3 | .463 | .310 | .754 | 4,1  | 3,0  | 0,7 | 0,3 | 7,8  | 11,6 |

### NBA

#### Alapszakasz
| Év        | Csapat             | JM  | KM  | JP/M | MG%  | 3P%  | BD%  | LP/M | GP/M | L/M | B/M | P/M   |
| --------- | ------------------ | --- | --- | ---- | ---- | ---- | ---- | ---- | ---- | --- | --- | ----- |
| 2018–2019 | Dallas Mavericks   | 72  | 72  | 32,2 | .427 | .327 | .713 | 7,8  | 6,0  | 1,1 | 0,3 | 21,2  |
| 2019–2020 | Dallas Mavericks   | 61  | 61  | 33,6 | .463 | .316 | .758 | 9,4  | 8,8  | 1,0 | 0,2 | 28,8  |
| 2020–2021 | Dallas Mavericks   | 66  | 66  | 34,3 | .479 | .350 | .730 | 8,0  | 8,6  | 1,0 | 0,5 | 27,7  |
| 2021–2022 | Dallas Mavericks   | 65  | 65  | 35,4 | .457 | .353 | .744 | 9,1  | 8,7  | 1,2 | 0,6 | 28,4  |
| 2022–2023 | Dallas Mavericks   | 66  | 66  | 36,2 | .496 | .342 | .742 | 8,6  | 8,0  | 1,4 | 0,5 | 32,4  |
| 2023–2024 | Dallas Mavericks   | 70  | 70  | 37,5 | .487 | .382 | .786 | 9,2  | 9,8  | 1,4 | 0,5 | 33.9* |
| 2024–2025 | Dallas Mavericks   | 22  | 22  | 35,7 | .464 | .354 | .767 | 8,3  | 7,8  | 2,0 | 0,4 | 28,1  |
| 2024–2025 | Los Angeles Lakers | 28  | 28  | 35,1 | .438 | .379 | .791 | 8,1  | 7,5  | 1,6 | 0,4 | 28,2  |
| Karrier:  | Karrier:           | 450 | 450 | 34,9 | .468 | .350 | .751 | 8,6  | 8,2  | 1,2 | 0,5 | 28,6  |
| All Star  | All Star           | 5   | 4   | 23,1 | .412 | .292 | –    | 2,6  | 5,4  | 0,2 | 0,0 | 7,0   |

#### Rájátszás
| Év       | Csapat             | JM  | KM  | JP/M | MG%  | 3P%  | BD%  | LP/M | GP/M | L/M | B/M | P/M  |
| -------- | ------------------ | --- | --- | ---- | ---- | ---- | ---- | ---- | ---- | --- | --- | ---- |
| 2020     | Dallas Mavericks   | 6   | 6   | 35,8 | .500 | .364 | .656 | 9,8  | 8,7  | 1,2 | 0,5 | 31,0 |
| 2021     | Dallas Mavericks   | 7   | 7   | 40,1 | .490 | .408 | .529 | 7,9  | 10,3 | 1,3 | 0,4 | 35,7 |
| 2022     | Dallas Mavericks   | 15  | 15  | 36,8 | .455 | .345 | .770 | 9,8  | 6,4  | 1,8 | 0,6 | 31,7 |
| 2024     | Dallas Mavericks   | 22* | 22* | 40,9 | .446 | .322 | .765 | 9,5  | 8,1  | 1,9 | 0,4 | 28,9 |
| 2025     | Los Angeles Lakers | 5   | 5   | 41,6 | .452 | .348 | .891 | 7,0  | 5,8  | 1,0 | 0,6 | 30,2 |
| Karrier: | Karrier:           | 55  | 55  | 39,2 | .461 | .347 | .737 | 9,2  | 7,8  | 1,6 | 0,5 | 30,9 |

## NBA-rekordok

### Alapszakasz
- Első tinédzser, aki négy tripla duplát szerzett az NBA-ben.[144]
- Megdöntötte Jason Kidd Mavericks rekordját (21) a legtöbb tripladupláért (22), mindössze 122 mérkőzésen.[145]
- A legtöbb tripla dupla (17), 22 éves életkor előtt (2019–20-as szezon), korábban Ben Simmons rekordja (12, 2017–18-ban).[135]
- A legfiatalabb játékos, aki vezette a ligát a tripladupla kategóriában (21 év, 168 nap), amelyet korábban Magic Johnson tartott.[146]
- Sorozatban legalább 20 mérkőzés 20 ponttal, 5 lepattanóval és 5 gólpasszal, a legtöbb az NBA és az ABA egyesülés óta, 1976-ban. Korábban Michael Jordan rekordja, 18 mérkőzéssel.[147]
- Tim Duncan óta az első játékos, akit első vagy második szezonjában beválasztottak az All-NBA első csapatba.[148]
- Második legkevesebb játszott meccs (190), hogy elérjen 35 tripla duplát karrierjében.[149]
- Harmadik legkevesebb mérkőzés alatt elért 4000 pont az NBA-ben az ABA-val való egyesülés óta (Michael Jordan, Shaquille O’Neal).[135]
- Első játékos az NBA történetében, aki:
  - 60 pontos, 20 lepattanós tripla duplát szerzett (60 pont, 21 lepattanó, 10 gólpassz).[150]
  - 30 pontos tripla duplát (35 pont, 12 lepattanó, 10 gólpassz) szerzett tinédzserként.[151]
  - két tripla duplát szerzett 20 éves kora előtt.[152]
  - szerzett egy 35 pontos tripla duplát, 26 vagy kevesebb játszott perc alatt (35 pont, 10 lepattanó, 11 gólpassz, 25 perc 30 másodperc alatt).[153]
  - szerzett legalább 30 pontot, 10 lepattanót és 15 gólpasszt kevesebb, mint 30 vagy 30 perc alatt (31 pont, 12 lepattanó, 15 gólpassz, 30:05 alatt).[154]
  - szerzett legalább 36 pontot, 14 lepattanót és 19 gólpasszt egy mérkőzésen (alapszakasz és rájátszás).[135]
  - több 30 pontos tripla duplát szerzett mérkőzéseken, ahol kevesebb, mint 30 percet játszott.[155]
  - több 40 pontos tripla duplát szerzett, mielőtt 21 éves lett.[156]
  - több, mint 20 tripla duplát szerzett 21 évesen vagy az előtt.[135]
  - tíz 35 pontos tripla duplát szerzett, mielőtt 22 éves lett.[135]
  - egy szezon első hat mérkőzésén több, mint 200 pontot, 50 lepattanót és 50 gólpasszt szerzett.[144]
- Második játékos az NBA történetében, aki:
  - első szezonjában átlagosan legalább 21 pontot, 7 lepattanót és hat gólpasszt szerzett meccsenként (a másik Oscar Robertson).[135]
  - több szezonban legalább 28 pontot, 9 lepattanót és 8 gólpasszt szerzett (a másik Oscar Robertson).[144]
  - 50 mérkőzésén az első 100-ból legalább 20 pontot, 5 lepattanót és 5 gólpasszt szerzett (a másik Oscar Robertson).[135]
  - legalább 2000 pontot, 750 lepattanót és 500 gólpasszt szerzett első 100 mérkőzésén (a másik Oscar Robertson).[135]
  - legalább 3000 pontot, 1100 lepattanót és 950 gólpasszt szerzett első két szezonjában (a másik Oscar Robertson).[135]
  - legalább 4000 pontot és 1000 gólpasszt szerzett, mielőtt 22 éves lett (a másik LeBron James).[157]
  - legalább 35 pontot és 19 gólpasszt szerzett egy tripla dupla során (a másik Oscar Robertson).[135]
  - legalább 10, 30 pontos tripla duplát szerzett karrierjének első két szezonjában (a másik Oscar Robertson).[135]
  - szerzett egy 30 pontos, 20 lepattanós tripla duplát és egy 30 pontos, 20 gólpasszos tripla duplát (a másik Oscar Robertson).[135]
  - szerzett 25 tripla duplát karrierjének első két szezonjában.[135]
  - egy szezon első nyolc mérkőzésének mindegyikén legalább 30 pontot szerzett.[135]
- Harmadik játékos az NBA történetében, aki:
  - átlagosan legalább 28 pontot, 9 lepattanót és 8 pontot szerzett egy szezonban (a másik kettő Oscar Robertson és Russell Westbrook).[135]
  - legalább 12, 30 pontos tripla duplát szerzett egy szezonban (a másik kettő Oscar Robertson és Russell Westbrook).[158]
  - több mérkőzésen is szerzett legalább 30 pontot, 10 lepattanót és 19 gólpasszt (a másik kettő Oscar Robertson és Magic Johnson).[135]
  - első négy szezonjában legalább 40 tripla duplát szerzett (a másik kettő Oscar Robertson és Magic Johnson).[135]
- Negyedik játékos az NBA történetében, aki:
  - szerzett legalább 35 pontot és 19 gólpasszt egy mérkőzésen (a másik három Oscar Robertson, Tiny Archibald és Kevin Johnson).[135]
  - szerzett legalább 34 pontot, 20 lepattanót és 12 gólpasszt egy meccsen (a másik három Elgin Baylor, Wilt Chamberlain és Kareem Abdul-Jabbar).[135]
  - szerzett legalább 30 pontot, 10 lepattanót és 20 gólpasszt egy meccsen (a másik három Oscar Robertson, Magic Johnson és Russell Westbrook).[159]
  - szerzett legalább 35 pontot, 15 lepattanót és 15 gólpasszt egy meccsen (a másik három Oscar Robertson, Wilt Chamberlain és James Harden).[135]
  - szerzett legalább 25 pontot, 15 lepattanót és 15 gólpasszt egy meccsen (a másik három Oscar Robertson, Wilt Chamberlain és Larry Bird).[135]
  - szerzett legalább 25 pontot, 7 lepattanót és 8 gólpasszt átlagosan meccsenként több szezonban is (a másik három Oscar Robertson, LeBron James és Russell Westbrook).[135]
- Ötödik játékos az NBA történetében, aki:
  - szerzett legalább 20 pontot, 5 lepattanót és 5 gólpasszt első szezonjában (a másik négy Oscar Robertson, Michael Jordan, LeBron James és Tyreke Evans).[135]
  - szerzett első 10 mérkőzésén egy 30 pontos tripla duplát (a másik négy Oscar Robertson, Michael Jordan, LeBron James és Russell Westbrook).[160][161]
- Legfiatalabb játékos az NBA történetében, aki:
  - szerzett három tripla duplát.[162]
  - szerzett 20 pontot, 15 lepattanót és 15 gólpasszt egy mérkőzésen.[135]
  - szerzett 30 pontot, 10 lepattanót és 20 gólpasszt egy mérkőzésen (22 év, 62 nap).[135]
  - szerzett 30 pontot, 20 lepattanót és 10 gólpasszt egy mérkőzésen (21 év, 1658 nap).[135]
  - szerzett 35 pontot, 10 lepattanót és 15 gólpasszt egy mérkőzésen (21 év, 162 nap). Korábban Michael Jordan rekordja.[135]
  - szerzett sorozatban több 35 pontos tripladuplát. Korábban Oscar Robertson rekordja.[163]

### Rájátszás
- Rájátszás-rekord 42 pont az első meccsén.[164]
- Első játékos az NBA-rájátszásának történetében, aki:
  - szerzett legalább 43 pontot, 17 lepattanót és 13 gólpasszt egy meccsen a rájátszásban.[135]
  - szerzett 3 tripla duplát első 7 mérkőzésén.[165]
  - szerzett több 30 pontos tripla duplát, mielőtt 22 éves lett.[135]
  - szerzett legalább 250 pontot, 70 lepattanót és 70 gólpasszt első nyolc rájátszás mérkőzésén.[166]
- Második játékos az NBA-rájátszásának történetében, aki:
  - szerzett összesen legalább 70 pontot első két mérkőzésén (a másik George Mikan, 75 pont 1949-ben).[167]
  - szerzett két tripladuplát első négy mérkőzésén (a másik Magic Johnson).[135]
  - szerzett legalább 40 pontot és 14 gólpasszt egy mérkőzésen (a másik LeBron James).[135]
- Harmadik játékos az NBA-rájátszásának történetében, aki:
  - szerzett legalább 40 pontot, 15 lepattanót és 10 gólpasszt egy mérkőzésen (a másik kettő Oscar Robertson és Charles Barkley).[135]
  - szerzett legalább 300 pontot első kilenc mérkőzésén (a másik kettő Kareem Abdul-Jabbar és Michael Jordan).[135]
  - első 28 rájátszás-mérkőzésén legalább 900 pontot szerzett (Michael Jordan és Wilt Chamberlain).[144]
- Ötödik játékos az NBA-rájátszásának történetében, aki:
  - szerzett legalább 40 pontot és a mérkőzés idejének lejárta után szerzett egy kosarat egy mérkőzésen (a másik négy Michael Jordan, LeBron James, Kawhi Leonard és Damian Lillard).[168]
  - átlagolt legalább 30 pontot, 8 lepattanót és 8 gólpasszt egy rájátszás-sorozatban (a másik négy Oscar Robertson, Michael Jordan, Russell Westbrook, LeBron James).[169]
  - szerzett legalább 44 pontot, 9 lepattanót és 9 gólpasszt egy mérkőzésen (a másik négy Magic Johnson, Michael Jordan, Russell Westbrook és LeBron James).[135]
- Legfiatalabb játékos az NBA-rájátszásának történetében, aki:
  - a mérkőzés idejének lejárta után szerzett egy kosarat (21 év, 177 nap).[170]
  - szerzett egy 40 pontos tripladuplát.[135]

## Díjak, sikerek
Real Madrid
- EB Next Generation Tournament-győztes: 2015
- Liga ACB-bajnok: 2015, 2016, 2018
- Euroliga-bajnok: 2018
- Spanyol királykupa-győztes: 2016, 2017
- Trofeo Costa de Sol-győztes: 2016, 2017

Szlovén válogatott
- Európa-bajnok: 2017
- FIBA Interkontinentális Kupa-győztes: 2015

Egyéni
- NBA All Star: 2020, 2021, 2022, 2023, 2024
- All-NBA Első csapat: 2020, 2021, 2022, 2023, 2024
- NBA – Az év újonca: 2019
- NBA Első újonc csapat: 2019
- NBA – A hónap játékosa (Nyugati főcsoport): 2019. október/november
- NBA – A hónap újonca (Nyugati főcsoport): 2018. november, 2018. december, 2019. január
- NBA – A hét játékosa (Nyugati főcsoport): 2019. november 18–24.
- Euroliga – A legértékesebb játékos: 2017–2018
- Euroliga – A liga legjobb fiatal játékosa: 2016–2017, 2017–2018
- Euroliga – A torna csapata: 2017–2018
- Euroliga – Az évtized csapata: 2010–2020
- Euroliga – Az elődöntők legjobb játékosa: 2017–2018
- Euroliga – A forduló legértékesebb játékosa: 6 alkalommal 2016 és 2018 között
- Euroliga – A hónap legértékesebb játékosa: 2017 október
- Liga ACB – A legértékesebb játékos: 2017–2018
- Liga ACB – A hónap játékosa: 2017. december
- Liga ACB – A hét játékosa: 2017. április 9.
- Liga ACB – A liga legjobb fiatal játékosa: 2016–2017, 2017–2018
- Liga ACB – Legjobb fiatal csapat: 2015–2016, 2016–2017, 2017–2018
- Liga ACB – A forduló játékosa: 2017. december 31.
- Euroscar – Az év játékosa: 2019
- Sports Illustrated – Breakout of the Year: 2019
- EB Next Generation Tournament MVP: 2015
- Az év szlovén sportembere: 2018

## Magánélet
Dončić négy nyelven beszél: szlovén, angol, szerb és spanyol.
2017-ben, miközben a Real Madrid játékosa volt, aláírt egy két éves szerződést a Nikeval. 2019 decemberében bejelentették, hogy aláírt egy több éves szerződést az Air Jordannel.
2021-ben a 2018–2019-es Panini National Treasures kártyája 4.6 millió dollárért kelt el.